# Roman III. Argyros
Romanos III. Argyros (968 – 11. dubna 1034) byl byzantským císařem v letech 1028 až 1034 a prvním mužem císařovny Zoe. Pocházel ze šlechtického rodu a na trůn nastoupil potom, co ho umírající císař Konstantin VIII. donutil vzít si jeho dceru Zoe.
Patrikios a konstantinopolský eparchos Roman byl 9. listopadu 1028 společně se svou manželkou předveden před Konstantina VIII., kde byl postaven před jednoduchou volbu: rozvod nebo oslepení. Roman se rozhodl pro první možnost (jeho žena byla poslána do kláštera), oženil se s Konstantinovou dcerou Zoe a byl jmenován kaisarem. Den po svatbě císař zemřel a Roman se stal jeho nástupcem. Poněvadž se chtěl vyrovnat svým slavným předchůdcům, snažil se být filozofem (jako Marcus Aurelius), zakladatelem nové dynastie jako Augustus nebo Konstantin Veliký (přičemž sám zemřel bezdětný) a také vojevůdcem.
Své první tažení v roce 1030 vedl proti emírovi z Aleppa, přestože mezi ním a Byzancí existovala mírová smlouva. Císař zahájil bez jakéhokoliv důvodu válku a již první bitva skončila úprkem Byzantinců. Jen díky zásahu stratéga thematu Teluch, Georgia Maniakese, který dosáhl vítězství nad Araby, čímž byla vyrovnána předchozí Romanova porážka, nedošlo ke katastrofě. Georgios byl jmenován katepanem a Roman se vrátil do Konstantinopole, kde oslavil „zasloužený“ triumf.
Po neúspěchu na válečném poli si předsevzal, že se po vzoru Justiniána stane slavným zákonodárcem a stavitelem. Vydal velké sumy na vybudování různých budov a podporoval mnichy. Po počátečních úspěších, které Romana učinily oblíbeným, se mu ale brzy přestalo dařit. Jeho úsilí zmírnit daňový útisk snížením odvodů uvedl říšské finance do nepořádku. Roman rovněž usiloval postavit kostel, který by ve své velikosti překonal chrám Hagia Sofia. Jeho stavba byla však tak finančně náročná, že mu nezbylo než snížené daně opět zvýšit, což ho připravilo o veškerou popularitu a v Konstantinopoli vypuklo povstání. Nejen lid, ale také Zoe byla nespokojená, neboť jí odstavil od řízení státu.

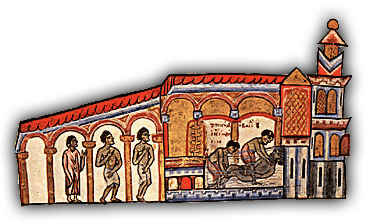
Romanova smrt v lázni, kronika Ioanna Skylitza

Poté, co Roman seznal, že ho Zoe neobdaruje vytouženým dědicem (v době uzavření manželství jí bylo téměř 50 let), o ní naprosto ztratil zájem. Toho využil Ioannes Orfanotrofos, Romanův přítel a dvořan. Orfanotrofos přivedl do císařského paláce svého mladého a pohledného bratra Michaela, do kterého se prý císařovna okamžitě zamilovala. Roman to však nebral na vědomí, zvláště poté co mu Michael přísahal, že proti němu nijak neintrikuje. Dvořané se přeli, zda Roman pouze předstírá hlupáka a nebere celou věc vážně a nebo zda přehlíží císařovnin milostný poměr, protože Michael byl epileptik. 11. dubna 1034 však císař zemřel při koupeli. Příčina smrti je dodnes nejasná. Michael Psellos se domníval, že byl patrně otráven dlouhodobějším podáváním jedu.
Roman měl velkou snahu proslavit se nějakým pamětihodným činem, ve svých podnicích ale většinou zůstal neúspěšný.